# Lamponella kroombit
Lamponella kroombit is een spinnensoort uit de familie Lamponidae. De soort komt voor in Queensland.